# ماری شیراتو
ماری شیراتو (انگلیسی: Mari Shirato؛ زادهٔ ۲۴ دسامبر ۱۹۵۸) یک هنرپیشه اهل ژاپن است.